# LOWA

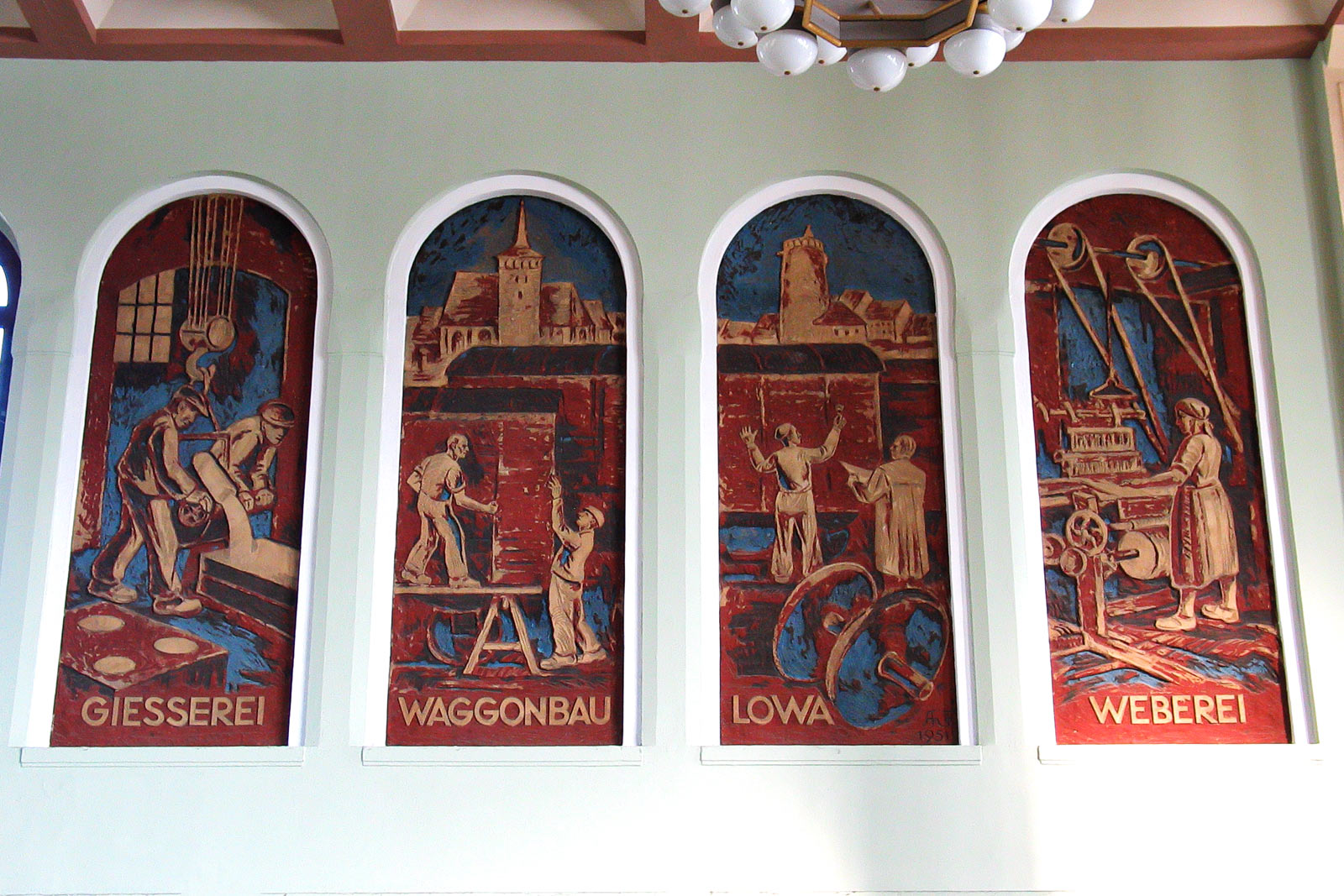
„Waggonbau LOWA“ auf einem Sgraffito von 1954 im Bahnhof Bautzen

Mit dem Kürzel LOWA wurde die 1948 gegründete Vereinigung Volkseigener Betriebe (VVB) des Lokomotiv- und Waggonbaus der DDR bezeichnet. Sie hatte ihren Sitz in Wildau.
Die VVB LOWA (Z) Wildau bestand bis 1952. Sie wurde in ihrer Funktion abgelöst durch die Hauptverwaltung Lokomotiv- und Waggonbau (bis 1958), die VVB Schienenfahrzeuge Berlin (bis 1978) und den VEB Kombinat Schienenfahrzeugbau Berlin (bis 1990).

## Geschichte
Neun Jahre nach ihrer Gründung als VVB LOWA wurde sie 1954 in „VVB Schienenfahrzeugbau“ umbenannt. Später wurde sie in das volkseigene Kombinat Schienenfahrzeugbau der DDR umgewandelt. In ihr wurden alle Lokomotiv- und Waggonbaufirmen der DDR vereinigt. Diese umfasste unter anderem die Werke:
- VEB Waggonbau Ammendorf, vormals Gottfried Lindner AG
- VEB Lokomotivbau Karl Marx Babelsberg, vormals Orenstein & Koppel (1970 aus der VVB Schienenfahrzeuge ausgeschieden)
- VEB Waggonbau Bautzen, vormals Linke-Hofmann-Busch
- VEB Waggonbau Dessau, vormals Dessauer Waggonfabrik
- VEB Waggonbau Gotha, ehemals Fritz Bothmann
- VEB Waggonbau Görlitz, vormals Waggon- und Maschinenbau Görlitz AG (WUMAG)
- VEB Waggonbau Niesky, vormals Christoph & Unmack
- VEB Waggonbau Werdau, vormals Fahrzeugbau Schumann GmbH (bis 1952)
- VEB Schwermaschinenbau „Heinrich Rau“ Wildau
- VEB Waggonausrüstungen Vetschau, nach der Wende zahlreiche Eigentümerwechsel, zuletzt TransTec Vetschau GmbH (Betrieb wegen Insolvenz am 30. Juni 2023 eingestellt)
- VEB LOWA Waggonbau Weimar (bis 1953)
- VEB Federnwerk Zittau, jetzt Federnwerk Zittau GmbH

## Produkte

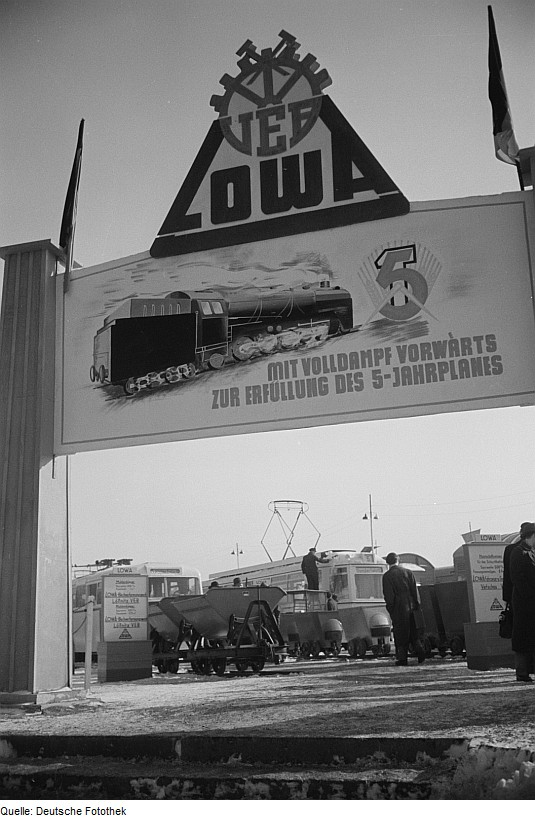
Ansicht des Eingangs zur Ausstellungsfläche des Messestands der VVB LOWA (Vereinigung Volkseigener Betriebe (VVB) des Lokomotiv- und Waggonbaus) auf dem Ausstellungsgelände der Technischen Messe (1951)

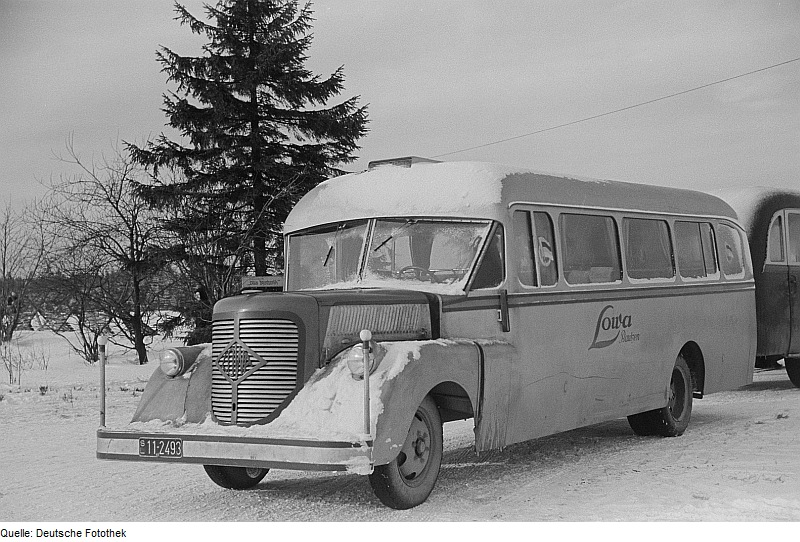
LOWA-Bus aus Bautzen

Eine Auswahl der von VEB LOWA hergestellten Produkte:

### Straßenbahnwagen
- LOWA ET50 (1950–1956) – Einheitsstraßenbahnwagen

### Omnibusse und O-Busse
- Erster LOWA-O-Bus im Sommer 1950 in Erfurt in Dienst gestellt[3]
- O-Busse Normgröße I und Normgröße II[4]
- LOWA-Omnibus Typ W 50 aus der Waggonfabrik Werdau (ab 1951)[5]
- LOWA-Omnibusse W 500, 501, H3B, H6B[6][7][8]
- Sattelschlepper-Omnibus[9][10]

Die Omnibusfertigung wurde ab 1955 gestoppt.
(Quellen unter)

### Dampfkraftwagen
- LOWA-Straßenzugmaschine DW 65[13][14] Der Dampfkraftwagen wurde im LOWA-Werk Vetschau gebaut. Da es Probleme mit dem Funkenflug gab, wurde diese Entwicklung nicht weiterverfolgt.

### Dampflokomotiven
- DR-Baureihe 23.10
- DR-Baureihe 50.40
- DR-Baureihe 65.10
- DR-Baureihe 83.10

### Diesellokomotiven
- DR-Baureihe V 15
- DR-Baureihe V 60
- DR-Baureihe V 100
- DR-Baureihe V 180 (1960–1970) – größte Diesellok der DDR

### Triebwagen
- DR-Baureihe VT 18.16 (1963, 1965–1968) dieselhydraulischer Schnelltriebzug
- DR-Baureihe ORT 137.7 (1968) Oberleitungsrevisionstriebwagen

### Eisenbahnwagen
- E 5 Mitteleinstiegswagen
- Doppelstockwagen

## Nachfolger

Logo des Kombinats Schienenfahrzeugbau der DDR

Fabrikschild des Kombinats Schienenfahrzeugbau der DDR

Die Werke der VEB Waggonbau Bautzen, VEB Waggonbau Dessau, VEB Waggonbau Görlitz, VEB Waggonbau Ammendorf, VEB Waggonbau Niesky und Vetschau gingen nach der deutschen Wiedervereinigung 1990 in der Deutschen Waggonbau AG auf. Diese wurde 1998 von Bombardier Transportation aufgekauft. VEB Lokomotivbau Elektrotechnische Werke „Hans Beimler“ Hennigsdorf wurde von AEG wieder übernommen. Im Jahr 2005 wurde das Werk Niesky durch die DB Fahrzeuginstandhaltung übernommen. Auch das Werk Dessau wurde verkauft. Auf dessen Gelände hat sich die mittelständische FTD Fahrzeugtechnik Bahnen Dessau angesiedelt.
Die Gothaer Waggonfabrik wurde zerschlagen. Ein Firmenteil wurde an die Schmitz-Gruppe verkauft und stellt Straßenanhänger her, ein anderer Firmenteil bildet die Gothaer Fahrzeugtechnik als Hersteller von Gittermasten und Auslegerverlängerungen. Schienenfahrzeugbau findet in Gotha nicht mehr statt, ebenso in Babelsberg. Der VEB Lokomotivbau Karl Marx Babelsberg wurde 1992 abgewickelt. Auf seinem Gelände befindet sich heute ein Industriepark. Am Standort Wildau wurde 1994 die Wildauer Kurbelwellen GmbH gegründet, die 1997 vom Unternehmen Georgsmarienhütte übernommen wurde. Auf den verbliebenen Teilflächen dieses Standortes wurde ein neuer Campus der Technischen Fachhochschule Wildau errichtet.